# Stephan Böhm (Wirtschaftsingenieur)

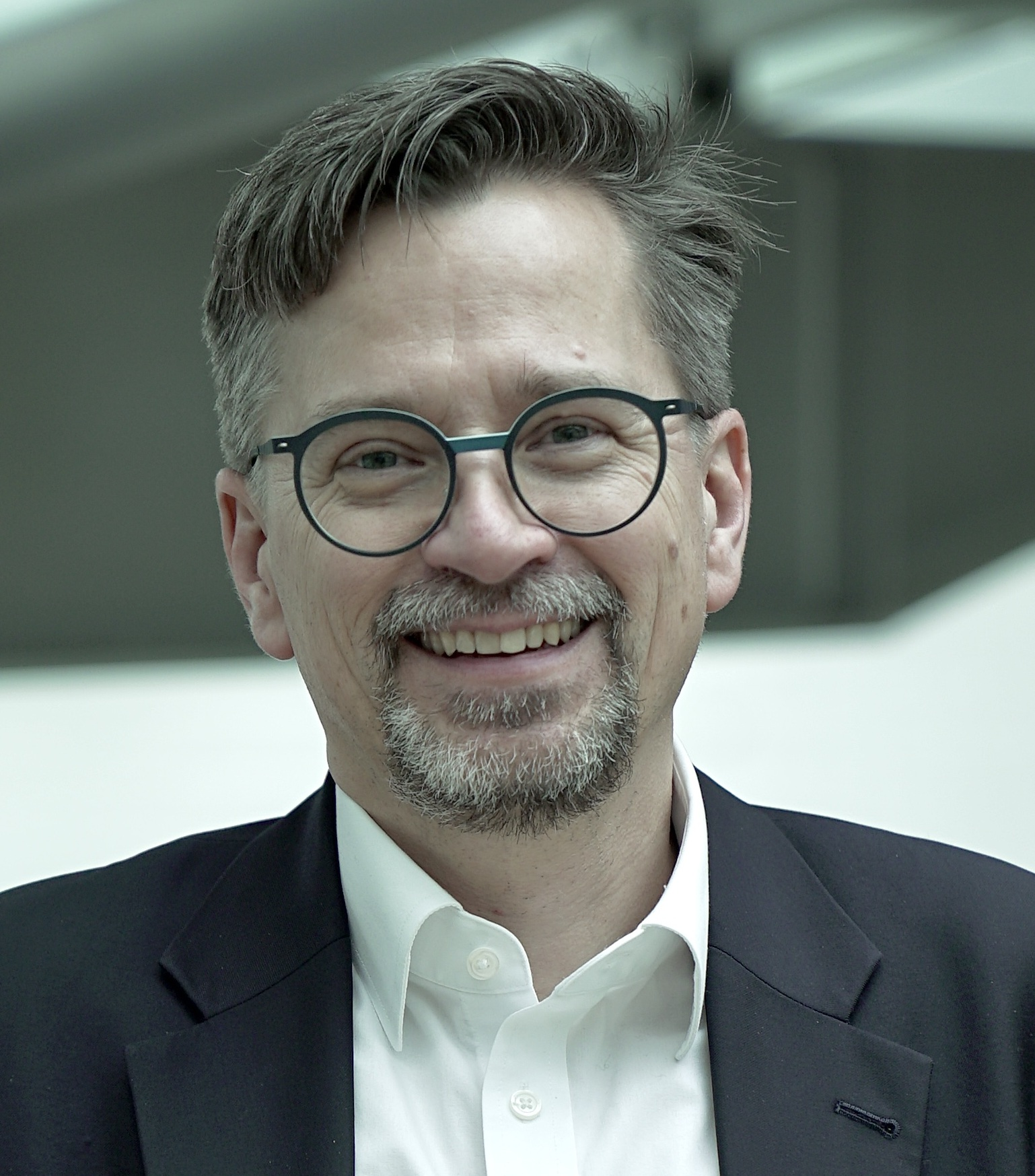
Stephan Böhm (2025)

Stephan Böhm (* 1969 in Frankfurt am Main) ist ein deutscher Wirtschaftsingenieur und Hochschullehrer an der Hochschule RheinMain in Wiesbaden.

## Leben und Karriere
Stephan Böhm ist im Jahr 1969 in Frankfurt am Main geboren. Nach seinem Abitur in Dreieich im Jahr 1988 und einem Wehrdienst in Stadtallendorf studierte er von 1989 bis 1995 Wirtschaftsingenieurwesen mit der Fachrichtung Elektrotechnik an der Technischen Hochschule Darmstadt. Von 1996 bis 2001 war er an der Universität Duisburg-Essen in Duisburg am Lehrstuhl für Planung und Organisation von Torsten J. Gerpott tätig, wo er auch im Jahr 2003 mit einer Dissertation zum Thema Innovationsmarketing für UMTS-Mobilfunkdienste promovierte. Von 2002 bis 2006 war Böhm Unternehmensberater für die internationale Strategie- und Technologieberatung Booz Allen Hamilton in Berlin und Düsseldorf.
Seit 2006 ist er Professor für Telekommunikation und Mobile Media im Studiengang Media Management an der Hochschule RheinMain. Böhm ist seit dem Jahr 2020 dort auch Studiendekan am Fachbereich Design Informatik Medien.
Böhm hatte verschiedene Gastprofessuren und Lehraufenthalte im Ausland, z. B. am International College of NIDA in Bangkok, an der Türkisch-Deutschen Universität in Istanbul oder an der Macquarie University in Sydney. Er ist unter anderem Jury-Mitglied in Startup-Wettbewerben, Herausgeber von verschiedenen Sammelwerken, Reviewer und Chair verschiedener internationaler Zeitschriften und Konferenzen und hat über 100 Publikationen veröffentlicht.
Böhm lebt in Bonn, ist verheiratet und hat zwei Kinder.

## Forschungsschwerpunkte
Seine Lehr- und Forschungsschwerpunkte liegen in den Bereichen:
- Mobile Media und Electronic Business
- Interaktive Medien und Telekommunikationsdienste
- Medieninnovationen und Technologieakzeptanz
- Künstliche Intelligenz in den Medien
- Digitale Transformation und Disruption

## Engagement und Mitgliedschaften
- Mitinitiator des Mobile Media Forums in Wiesbaden[6]
- Mitgründer des Centers of Advanced E-Business Studies (CAEBUS) an der Hochschule RheinMain[7]
- Mitglied im Vorstand des HLB Landesverband Hessen[8]
- Mitglied im Ausschuss Kreative und Kulturelle Wirtschaft der IHK Wiesbaden[9]

## Veröffentlichungen
- mit A. Godulla (Hrsg.): Digital disruption and media transformation: How technological innovation shapes the future of communication. Springer International Publishing, 2024[10]
- Böhm, S. (2004). Innovationsmarketing für UMTS-Diensteangebote (2004. Aufl.). Deutscher Universitats-Verlag.[11]